# Им Тёрн, Эверард
Эверард им Тёрн (англ. Everard im Thurn; 9 мая 1852, Сиденхам Хилл Вуд — 9 октября 1932, Шотландия) — британский колониальный администратор.

## Биография
Родился в Камберуэлле, Лондон в семье австрийского банкира-иммигранта, получил образование в колледже Марлборо, Оксфордском университете, Эдинбургском университете и Сиднейском университете. Его первой книгой, посвященной директору школы, стало исследование «Птицы Марлборо» (1870 год).
После получения образования отправился в Британскую Гвиану, где работал куратором Национального музея Гайаны с 1877 по 1882 год. Позже стал судьей в Померуне.
В декабре 1884 года возглавил первую успешную экспедицию на вершину горы Рорайма в венесуэльском регионе Гран Сабана вместе с Гарри Перкинсом, помощником королевского геодезиста, который также жил в Британской Гвиане. Был заядлым фотографом и автором нескольких работ, связанных с экспедицией на Рорайму, которые были опубликованы в научных журналах, в том числе: «Экспедиция по ботанике Рораймы 1884 года: заметки о наблюдаемых растениях, со списком собранных видов и определения новых» (Линнеевское общество, 1887 год) и «Среди индейцев Гвианы: зарисовки, главным образом антропологические из внутренних районов Британской Гвианы и т. д.», которые включают подробные наблюдения за индейцами пемон в Венесуэле. С 1891 по 1899 год был правительственным агентом в Британской Гвиане, а в 1897–1899 годах работал в пограничной комиссии Венесуэлы, за что был награжден Орденом Бани в 1900 году. Награждение от 1 января 1900 года, орден был опубликован 16 января 1900 года и был вложен королевой Викторией в Виндзорский замок 1 марта 1900 года.
Затем провел пару лет назад в Великобритании, занимая несколько должностей с 1899 по 1901 год, в том числе клерка 1-го класса, а затем главного клерка в Управлении по делам колоний. В июле 1901 года переехал на Цейлон, где был назначен колониальным секретарем и вице-губернатором. Закончил колониальную карьеру на должности губернатора Фиджи с 1904 по 1910 год за это время был посвящен в рыцари как кавалер Ордена Святого Михаила и Святого Георгия в 1905 году. Стал кавалером Ордена Британской Империи в 1918 году, в то время был вице-председателем Клуба зарубежных войск короля Георга и королевы Марии.
Был уважаемой фигурой в научных кругах своего времени. Находясь на Цейлоне был президентом Цейлонского отделения Королевского азиатского общества с 1902 по 1904 год. Позже был избран президентом Королевского антропологического института в 1919–1920 годах и стал почётным членом Эксетер-колледжа в Оксфорде.
В 1895 году женился на Ханне Лоример, дочери профессора Джеймса Лоримера из Эдинбургского университета. В 1921 году они переехали жить в Кокензи-Хаус в Восточном Лотиане, где он умер в 1932 году.
В 1886 году его посетил английский ботаник Генри Николас Ридли, который назвал в его честь род растений из тропической Южной Америки. Род Everardia (относится к семейству осоковые).